# Fallout 3
Fallout 3 je videoigra zvrsti igranja vlog razvijalske ekipe Bethesda Game Studios, ki je izšla leta 2008 v založbi Bethesda Softworks za Microsoft Windows, PlayStation 3 in Xbox 360.
Gre za tretji glavni del serije Fallout in prvi, ki je izšel pri podjetju Bethesda Softworks po odkupu licence od Interplay Entertainment. Po načinu igranja predstavlja precejšen preskok, saj je prvi del serije s 3-D grafiko in realnočasovnim bojevanjem, zgodba pa sledi predhodnikom in je postavljena v postapokaliptično okolje Združenih držav Amerike, po jedrski vojni, ki je pred tem opustošila Zemljino površje. Ključen del zapleta so Trezorji, orjaški bunkerji, v katerih je del prebivalstva preživel jedrsko kataklizmo. Fallout 3 se dogaja leta 2277, približno 36 let po dogodkih v prejšnjem delu serije, a ni neposredno nadaljevanje – spremlja prebivalca Trezorja 101 v bližini Washingtona, D.C., ki se poda v opustošeno okolico iskat očeta, ki je izginil v nepojasnjenih okoliščinah.
Tudi tretji del serije je bil deležen odobravanja kritikov in je osvojil priznanja za igro leta več igričarskih publikacij. Po oceni tržnih analitikov je bilo samo v prvem tednu od izida prodanih več izvodov kot vseh starejših delov serije skupaj ter pol več v enakem obdobju kot izvodov Bethesdinega prejšnjega naslova, The Elder Scrolls IV: Oblivion, fantazijske igre igranja vlog, izdelane na osnovi istega igralnega pogona. Ustvarjalci so sledili predhodnikom tudi po satiričnem tonu in kompleksnem svetu, v katerem ima igralec veliko svobode, tudi za sprejemanje moralno spornih odločitev. Zaradi tega je bil izid oviran v več državah.